# 臺中市南屯區永春國民小學
臺中市南屯區永春國民小學（簡稱永春國小），是一所位在臺中市南屯區的國民小學，以其美索不達米亞式城堡的建築風格出名。

## 校史
由於永春國小位在臺中市第八期市地重劃區，市地重劃後公共設施獲得改良，住宅林立，人口快速增長，毗鄰的南屯國小、大勇國小、大新國小班級快速增加，臺中市政府於是在1998年10月規畫籌設永春國小，並在1999年5月1日正式成立，同年8月1日遴選原來任職於和平國小的陳聰銘校長擔任第一任校長，籌設永春國小。2001年8月1日正式開辦招生，第一年僅招收一到五年級，共計34班，學生1167人。
2016年因為校內圖書館不敷使用，經歷一年半時間改造，在2017年10月31日啟用新圖書館，以七巧板為主題進行設計，命名為「巧思奇境」，藏書四萬多冊。

### 命名由來
永春之名源自於中華人民共和國福建省泉州市內的永春縣，該地是許多台灣漢人的籍貫，另外該校位於永春東路上，因此命名兼具歷史與實質意義。除此之外「永」具有永懷師恩、永銘心版之意，「春」則有春風化雨、教育英才之意。

### 大事年表
- 1998年10月20日，南屯國小成立「永春國小規劃小組」，並召開籌備會議。
- 1999年5月1日，永春國小奉臺中市政府88府教國字第52781號函，於1999年5月1日正式成立，並奉臺灣省政府備查在案。
- 2001年8月1日，正式招生，招收一到五年級學生34班，共1167人。
- 2004年10月27日，辦理活動中心「夢幻城堡」落成啟用典禮。
- 2009年12月5日，辦理十週年校慶活動暨學校運動會。
- 2017年12月26日，啟用新圖書館「巧思奇境」。
- 2022年4月，啟用新遊戲場。

## 歷任校長
1. 陳聰銘（建校校長）
2. 林進丁
3. 鄭淑真
4. 林峻堅
5. 蕭俊勇

## 校園環境
永春國小以其美索不達米亞式城堡的建築風格出名。由於台中清真寺就在附近，許多人誤以為是以此進行設計的，實則因為最初由建築師吳承鴻建立蛋糕、海洋世界、童話城堡三款模型，經由街頭訪問後以童話城堡勝出，因此參考美索不達米亞文化的貴族建築來設計。 校舍有許多美索不達米亞建築特色：巨大的洋蔥形圓頂；遊樂場旁有個形狀似叫拜樓的五層樓尖塔，為學校校園的中心點；校內有兩座迴旋樓梯，壁面分為鏤空式、密閉式，前者在美索不達米亞文化時期供貴族、有身份地位之男子專用，後者供女人及下人使用，可以作為現今性別平等教育的歷史教材。牆面有磁磚拼貼而成的彩繪長條，模仿當時建築的凹槽，慶典時將燃油由上注入，主人在下方點火，火焰會由上竄燒。三四樓由寶藍磁磚拼成的圖案是王室的圖騰，上方一大片象徴公爵、伯爵，中間是他們的領地，下方三塊則代表隨從。有些陽台有突起的牆面，作為盾牌之用，當發生戰爭時此設計可以讓弓箭手躲在牆壁後方進行攻擊。

## 校徽
永春國小的校徽為六個孩童手牽手站立在草地之上、大樹之下。校徽由橘色、綠色兩色組成，綠色象徵草木逢春、欣欣向榮，也包含環保意識在內；橘色則代表孩童天真活潑、奮發向上。樹的形狀呼應教育的「十年樹木，百年樹人」精神，六個牽手的孩童象徵小學六年的生活，弧形的綠地則意含愛惜立足的土地並放眼世界。

## 學校內部狀態

### 班級數
110學年度時，1年級12班、2年級11班、3年級12班、4年級11班、5年級9班、6年級9班，並從2019年起開立資優班，於課外時間教學。同時有資源班1班，特殊生於早修或國語、數學課時至個學中心上課。

### 社團

#### 由老師擔任該社團的主要指導教練或老師
籃球隊
田徑隊
合唱團
直笛隊
舞蹈隊
戲劇隊

#### 由校外聘請的老師擔任該社團的指導教練或老師，學校老師只負責管理
桌球隊
羽球隊
足球隊
童軍團

## 交通
永春國小位於永春東路上，鄰近臺中市主要交通幹道文心南路，交通方便。永春國小正門附近設有公車站牌，營運路線包含臺中市市區公車70路、70A路以及70B路，亦可至附近的南屯路搭乘26路、30路、40路公車，或至文心南路搭乘53路、53區、73路、159路、365路、綠1路。另外可以搭乘臺中捷運綠線至豐樂公園站，步行3分鐘至此。

## 外部連結
臺中市南屯區永春國小全球資訊網 （页面存档备份，存于）